# Riserva di giurisdizione
La riserva di giurisdizione è un principio giuridico che prevede che per la disciplina di particolari materie, soprattutto per decisioni che attengono alla restrizione della libertà dell'uomo, possa intervenire solo ed esclusivamente l'autorità giudiziaria e non, per esempio, l'autorità amministrativa, che dovrà invece agire solo dopo il mandato del giudice.
Un esempio di riserva di giurisdizione è dato dall'articolo 13 della Costituzione italiana in tema di libertà personale e prevede che un individuo possa essere arrestato solo dopo il consenso dell'autorità giudiziaria, altrimenti l'arresto si considera come se non fosse mai avvenuto.
L'autorità amministrativa potrà però intervenire nel caso di urgenza, adottando dei provvedimenti provvisori che devono però essere comunicati entro 48 ore all'autorità giudiziaria, che a sua volta nelle successive 48 ore deve convalidarli, altrimenti si intendono revocati.